# 奎克維爾 (堪薩斯州)
奎克維爾（英語：Quickville）是位於美國堪薩斯州托馬斯縣的一個鬼鎮。

## 歷史
奎克維爾於1887年6月27日由托馬斯縣土地及城址公司設立。
奎克維爾的郵政局於1880年設立，直到1909年結束營運。

## 地理
奎克維爾所處的海拔為高於海平面1008米（即3307英呎），而該地所採用的時區為UTC-6，即北美中部時區（CST）。同時該地設有夏令時間，為UTC-6調快一小時，即UTC-5（CDT）。